# Тимбики
Тимбики (исп. Timbiquí) — город и муниципалитет на юго-западе Колумбии, на территории департамента Каука. Входит в состав Западной провинции.

## История
Поселение, из которого позднее вырос город, было основано в 1772 году. Муниципалитет Тимбики был выделен в отдельную административную единицу в 1915 году.

## Географическое положение

Муниципалитет Тимбики

Город расположен в северо-западной части департамента, в пределах Тихоокеанской низменности, на правом берегу реки Тимбики, на расстоянии приблизительно 79 километров к северо-западу от города Попаян, административного центра департамента. Абсолютная высота — 4 метра над уровнем моря.
Муниципалитет Тимбики граничит на севере и северо-востоке с территорией муниципалитета Лопес-де-Микай, на востоке — с муниципалитетом Эль-Тамбо, на юго-востоке — с муниципалитетом Архелия, на юге — с муниципалитетом Гуапи, на западе омывается водами Тихого океана. Площадь муниципалитета составляет 1813 км².

## Население
По данным Национального административного департамента статистики Колумбии, совокупная численность населения города и муниципалитета в 2015 году составляла 21 617 человек.
Динамика численности населения муниципалитета по годам:
| 2005   | 2006   | 2007   | 2008   | 2009   | 2010   | 2011   | 2012   | 2013   | 2014   | 2015   |
| ------ | ------ | ------ | ------ | ------ | ------ | ------ | ------ | ------ | ------ | ------ |
| 20 885 | 20 925 | 20 956 | 20 996 | 21 047 | 21 107 | 21 189 | 21 285 | 21 384 | 21 490 | 21 617 |

Согласно данным переписи 2005 года мужчины составляли 51 % от населения Тимбики, женщины — соответственно 49 %. В расовом отношении негры, мулаты и райсальцы составляли 86,4 % от населения города; индейцы — 10 %; белые и метисы — 3,6 %.
Уровень грамотности среди всего населения составлял 69,7 %.

## Экономика
Основу экономики Тимбики составляют: рыболовство, добыча полезных ископаемых, сельское хозяйство, охота и заготовка древесины.
50 % от общего числа городских и муниципальных предприятий составляют предприятия торговой сферы, 50 % — предприятия сферы обслуживания.